# 益陽君
李懷（韓語：이회，1488年—1552年），字順之，封益陽君（韓語：익양군）。朝鮮成宗李娎的庶子，生母為淑儀洪氏。

## 生平
成宗十九年七月一日生，燕山君二年封君，卒於明宗七年正月二十一日，享壽六十五歲〔虛歲〕，諡順平。

## 家庭
- 異母兄：燕山君李㦕、朝鮮中宗李懌
- 兄：完原君李𢢝、檜山君李恬、甄城君李惇
- 弟：景明君李忱、雲川君李、楊原君李憘
- 姊：惠淑翁主李秀蘭、靜順翁主
- 妹：靜淑翁主李如蘭
- 妻：順川郡夫人 延日鄭氏（？－1546年）[3][4]
  - 子：龍川君 李寿鷴 （1505-1569）
  - 媳妇：韩氏（1504-1566）西原君韩世昌的女儿。
    - 孙子：青城君李杰 청성군 이걸 （1525-1593）龙川君李寿鹇长子。
    - 夫人宋氏（1523-1587）
      - 曾孙：李庆胤 이경윤（1545- ）淸城君李傑长子
        - 玄孙：李肃 이숙（1566–1637）李庆胤长子
        - 玄孙：李澄 이징（1581- 1674）李庆胤次子

      - 曾孙：李英胤（1561-1611）淸城君李傑次子

    - 孙子：原城君李倬 원성군 이탁 龙川君李寿鹇次子
    - 孙子：花城君李俊 화성군 이준（1528- ） 龙川君李寿鹇三子
    - 孙子：春城副正李伟 춘성부정 이위 龙川君李寿鹇四子
    - 孙子：仁城君李儆 인성군 이경（1540- ） 龙川君李寿鹇五子
    - 孙子：箕城君李俔 기성군 이현 （1543-1568） 龙川君李寿鹇六子

  - 子：廣川君 李寿麒（1510-1588），出繼叔父全城君李忭。
  - 子：荒壤君 李寿麟（1512-1542）
  - 媳妇：沈氏（1512-  ）沈达源的女儿。
  - 子：長川君 李寿鹿+孝 （1519-1567）
  - 媳妇：许氏（1520-1593）齐阳君许淳的女儿。
  - 女：李義環[5]，適鄭之河。
  - 女：李桂環，適李廷秀。
  - 女：李畢環，適任輔臣。
  - 庶子：丹川君 李壽鵾
  - 庶子：花川副正 李壽鵬

## 附註
1. ↑  《王子益陽君贈諡順平公神道碑銘》公諱懷。字順之。成宗康靖大王第七子。母淑儀洪氏。以戊申七月初一日。生公。……弘治丙辰。封益陽君。……公衰年。喪諸子。傷懷寢疾。沈綿不起。壬子正月二十一日。卒于第。享年六十有五。上聞訃震悼。輟朝三日。凡他葬祭。特用異數。越三月丙申。葬于坡州南面吾里洞卯坐酉向之原。贈諡順平。……
2. ↑  明宗實錄 13卷, 7年(1552 壬子 / 명 가정(嘉靖) 31年) 1月 21日(甲辰) 3번째기사
3. ↑  明宗實錄 4卷, 1年(1546 丙午 / 명 가정(嘉靖) 25年) 7月 18日(壬申) 2번째기사
4. ↑  《王子益陽君贈諡順平公神道碑銘》…夫人延日鄭氏。封順川郡夫人。贈左贊成文昌之女。先公歿。與公同塋異室。生四男三女。…
5. ↑  三女之名，出自《璿源錄》。